# Bracon managuae
Bracon managuae är en stekelart som beskrevs av Cameron 1905. Bracon managuae ingår i släktet Bracon och familjen bracksteklar. Inga underarter finns listade.